# Anna Ustyukhina
Anna Ustyukhina est une joueuse russe de water-polo née le 18 mars 1989 à Volgodonsk. Elle a remporté avec l'équipe de Russie la médaille de bronze du tournoi féminin aux Jeux olympiques d'été de 2016 à Rio de Janeiro.